# Palmarès dello Sport Lisboa e Benfica
Lo Sport Lisboa e Benfica, meglio noto più semplicemente come Benfica (Euronext: SLBEN), è una società polisportiva portoghese con sede nella capitale Lisbona, nella freguesia di São Domingos de Benfica. Attiva in numerose discipline, è nota a livello internazionale principalmente per la sua sezione calcistica, che milita nella massima divisione portoghese, dalla quale non è mai retrocessa.
Il Benfica è la squadra portoghese più titolata, avendo vinto 38 titoli nazionali, 26 coppe nazionali, 8 coppe di Lega, e 7 supercoppe nazionali. A livello internazionale ha giocato 7 finali di Coppa dei Campioni, vincendone le prime 2 in stagioni consecutive. Ha inoltre vinto una Coppa Latina e ha partecipato a 2 edizioni della Coppa Intercontinentale oltre a 3 finali di Coppa UEFA-Europa League, uscendone, però, sempre sconfitta.

## Competizioni nazionali

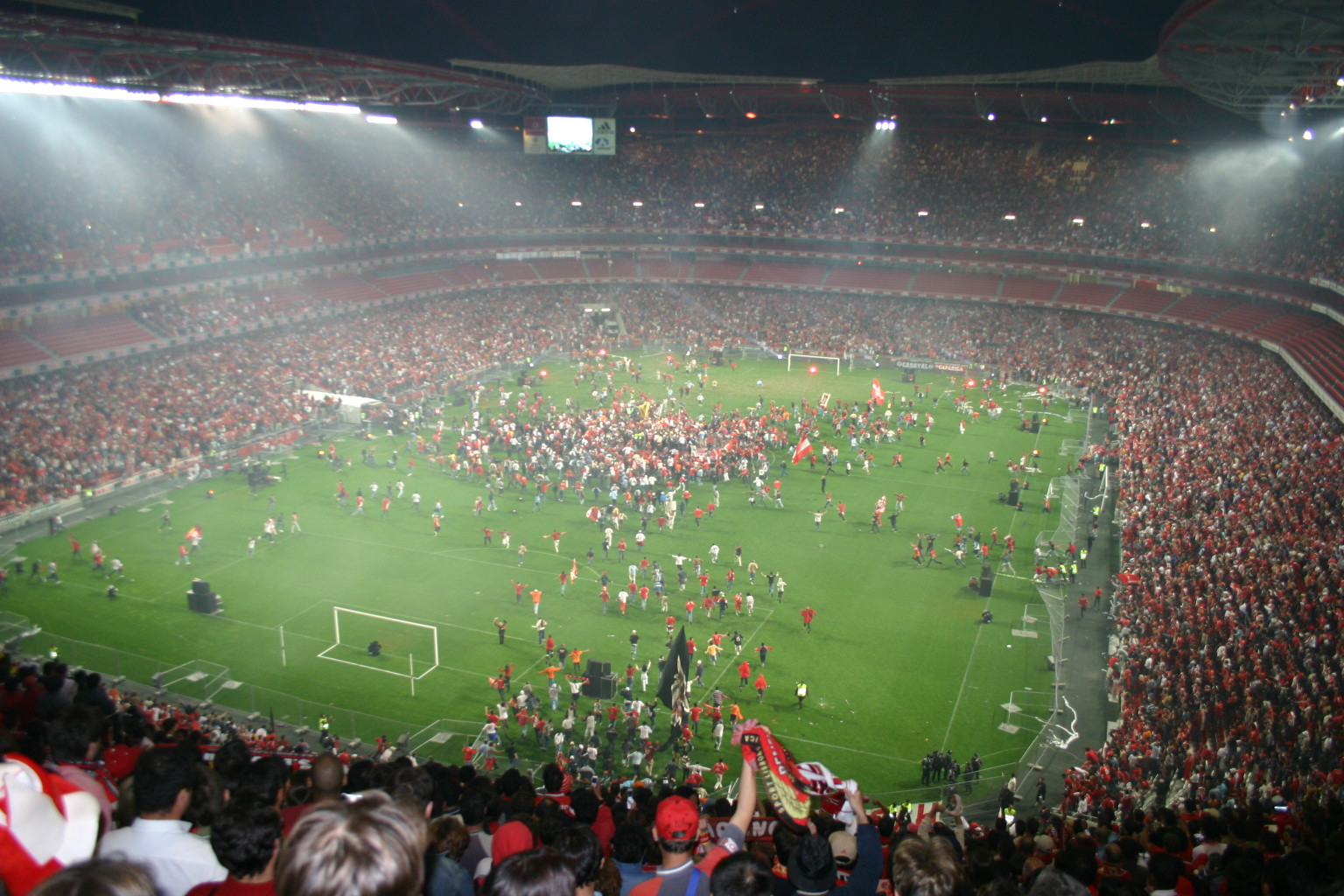
Invasione di campo per i festeggiamenti del titolo 2004-2005.

- Campionato portoghese: 38  (record)

1935-1936, 1936-1937, 1937-1938, 1941-1942, 1942-1943, 1944-1945, 1949-1950, 1954-1955, 1956-1957, 1959-1960, 1960-1961, 1962-1963, 1963-1964, 1964-1965, 1966-1967, 1967-1968, 1968-1969, 1970-1971, 1971-1972, 1972-1973, 1974-1975, 1975-1976, 1976-1977, 1980-1981, 1982-1983, 1983-1984, 1986-1987, 1988-1989, 1990-1991, 1993-1994, 2004-2005, 2009-2010, 2013-2014, 2014-2015, 2015-2016, 2016-2017, 2018-2019, 2022-2023
- Coppa del Portogallo: 26  (record)

1939-1940, 1942-1943, 1943-1944, 1948-1949, 1950-1951, 1951-1952, 1952-1953, 1954-1955, 1956-1957, 1958-1959, 1961-1962, 1963-1964, 1968-1969, 1969-1970, 1971-1972, 1979-1980, 1980-1981, 1982-1983, 1984-1985, 1985-1986, 1986-1987, 1992-1993, 1995-1996, 2003-2004, 2013-2014, 2016-2017
- Coppa di Lega portoghese: 8  (record)

2008-2009, 2009-2010, 2010-2011, 2011-2012, 2013-2014, 2014-2015, 2015-2016, 2024-2025
- Supercoppa di Portogallo: 9

1980, 1985, 1989, 2005, 2014, 2016, 2017, 2019, 2023, 2025
- Campeonato de Portugal: 3

1930, 1931, 1935
- Taça Ribeiro dos Reis: 3  (record ex aequo con il Vitória Setúbal)

1963-1964, 1965-1966, 1970-1971

## Competizioni internazionali
- Coppa Latina: 1  (record portoghese)

1950
- Coppa dei Campioni: 2  (record portoghese ex aequo con il Porto)

1960-1961, 1961-1962

## Competizioni regionali
- Campeonato de Lisboa: 10

1909-1910, 1911-1912, 1912-1913, 1913-1914, 1915-1916, 1916-1917, 1917-1918, 1919-1920, 1932-1933, 1939-1940

## Competizioni giovanili
- Blue Stars/FIFA Youth Cup: 1

1996
- Torneo Internazionale Calcio Giovanile Città di Abano Terme: 1

2012
- UEFA Youth League: 1

2021-2022
- Coppa Intercontinentale Under-20: 1

2022

## Competizioni amichevoli
- Eusébio Cup: 3

2009, 2011, 2012

## Altri piazzamenti
- Campeonato de Portugal:

Finalista: 1938
- Campionato portoghese:

Secondo posto: 1943-1944, 1945-1946, 1946-1947, 1947-1948, 1948-1949, 1951-1952, 1952-1953, 1958-1959, 1965-1966, 1969-1970, 1973-1974, 1977-1978, 1978-1979, 1981-1982, 1985-1986, 1987-1988, 1989-1990, 1991-1992, 1992-1993, 1995-1996, 1997-1998, 2002-2003, 2003-2004, 2010-2011, 2011-2012, 2012-2013, 2017-2018, 2019-2020, 2023-2024, 2024-2025
Terzo posto: 1934-1935, 1938-1939, 1950-1951, 1953-1954, 1957-1958, 1961-1962, 1979-1980, 1984-1985, 1994-1995, 1996-1997, 1998-1999, 1999-2000, 2005-2006, 2006-2007, 2008-2009, 2020-2021, 2021-2022
- Coppa del Portogallo:

Finalista: 1938-1939, 1957-1958, 1964-1965, 1970-1971, 1973-1974, 1974-1975, 1988-1989, 1996-1997, 2004-2005, 2012-2013, 2019-2020, 2020-2021, 2024-2025
Semifinalista: 1927, 1928, 1932, 1934, 1936, 1937, 1940-1941, 1944-1945, 1947-1948, 1959-1960, 1962-1963, 1967-1968, 1987-1988, 1990-1991, 1997-1998, 2007-2008, 2010-2011, 2018-2019, 2023-2024
- Coppa di Lega portoghese:

Finalista: 2021-2022
Semifinalista: 2012-2013, 2016-2017, 2018-2019, 2020-2021, 2023-2024
- Taça Ribeiro dos Reis:

Terzo posto: 1962-1963
Quarto posto: 1968-1969
- Supercoppa di Portogallo:

Finalista: 1944, 1981, 1983, 1984, 1986, 1987, 1991, 1993, 1994, 1996, 2004, 2010, 2020
- Coppa Latina:

Finalista: 1957
Terzo posto: 1956
- Coppa Intercontinentale:

Finalista: 1961, 1962
- Coppa dei Campioni:

Finalista: 1962-1963, 1964-1965, 1967-1968, 1987-1988, 1989-1990
Semifinalista: 1971-1972
- Coppa delle Coppe:

Semifinalista: 1980-1981, 1993-1994
- Coppa UEFA/Europa League:

Finalista: 1982-1983, 2012-2013, 2013-2014
- UEFA Youth League:

Finalista: 2013-2014, 2016-2017, 2019-2020